# Isaikî, Bohuslav
Isaikî (în ucraineană Ісайки) este localitatea de reședință a comunei Isaikî din raionul Bohuslav, regiunea Kiev, Ucraina.

## Demografie
Componența lingvistică a localității Isaikî
     Ucraineană (99,42%)
     Alte limbi (0,58%)
Conform recensământului din 2001, majoritatea populației localității Isaikî era vorbitoare de ucraineană (99,42%), existând în minoritate și vorbitori de alte limbi.

## Legături externe
- pl Isajki în Dicționarul geografic al Regatului Poloniei și al altor țări slave, volum III (Haag — Kępy) anul 1882

- pl Isajki în Dicționarul geografic al Regatului Poloniei și al altor țări slave, volum XV, p. 1 (Abablewo — Januszowo) 1900